# Batalla de Clastídium
La batalla de Clastídium va ser un enfrontament militar entre l'exèrcit de la república romana encapçalat pel cònsol  Marc Claudi Marcel, i els ínsubres, dirigits per Viridòmar l'any 222 aC.
Els ínsubres, derrotats l'any anterior pels cònsols Publi Furi Fil i Gai Flamini, van demanar la pau als nous cònsols, però Claudi Marcel, d'acord amb el seu col·lega Gneu Corneli Escipió, va rebutjar els oferiments. Els ínsubres van demanar ajut als gesats (gaesatae) de més enllà dels Alps, que van enviar trenta mil homes. Davant d'això, Marcel i el seu col·lega van envair les planes del riu Po i van assetjar la ciutat ínsubre d'Acerrae i els gals, amb deu mil homes, van respondre assetjant Clastídium. Marcel els va fer front prop de la ciutat, i en aquesta batalla va destruir el cos d'exèrcit gal. El cap gal Britomaris o Viridòmar va morir a mans de Marcel. Després va tornar a Acerrae que poc després va conquerir. La següent conquesta va ser Mediolanum la ciutat més important de la regió. Els ínsubres es van sotmetre incondicionalment. Encara que Escipió va tenir una part important en la campanya (sinó la principal) només Marcel va rebre els honors del triomf i obtingué l'spolia opima, que es pot traduir com els rics espolis o trofeus i que fa referència a l'armadura, armes i altres efectes que un general de l'antiga Roma es quedava com a trofeu de guerra després d'haver vençut el general enemic en un combat singular en el qual només haguessin participat ells dos.